# What's Love? (バンド)
What's Love?（ワッツラブ）は、日本の歌謡スカバンドである。1997年結成。2001年メジャーデビュー。

## メンバー
- 松本"マッツ"雅光（Composer）
- AG Kanno（菅野英児）（Drum）浅草ジンタ
- 佐藤しおり（Tb,Vocal）2019年加入〜
- 新井一徳（T.Sax）2012年加入～

## 元メンバー
- 阿部光一郎（Bass）2003年脱退（現ソウルフラワーユニオン）
- 河内洋祐（Bass）2003年加入～2005年脱退（現KODAMA AND THE DUB STATION BAND）
- 河原真（Bass）2005年加入～2007年脱退（現ロッカトレンチ）
- 右田真（Bass）2006年加入～2014年脱退（現ayutthaya）
- 高鳥玲（Bass）2015年加入〜2016年脱退
- かなす（Tb）2012年加入～2014年脱退（現HEY-SMITH）
- おおうちもとひろ（A.Sax）2015年脱退
- 楯岡亮（Guitar）
- 大上ゴウ（Bass）

## ディスコグラフィー

### シングル
1. かえり路（2000年4月25日）
  1. かえり路[4:00]
作詞・作曲：松本雅光／編曲：What's Love?
    - CX系「力の限りゴーゴゴー!!」エンディングテーマ/ゼアリスエンタープライズ配給映画「ショコキ」エンディングテーマ

  2. それとなく 悪びれず[3:57]
作詞・作曲：松本雅光／編曲：What's Love?
  3. 今日をこえて[4:18]
作詞・作曲：岡林信康／編曲：What's Love?
2. 泣けるほど（2001年1月26日）
  1. 泣けるほど
作詞・作曲：松本雅光／編曲：What's Love?
  2. 今年の夏
作詞・作曲：松本雅光／編曲：What's Love?
  3. ゆくりなく
作詞：松本雅光／作曲：阿部光一郎／編曲：What's Love?
  4. みちのくひとり旅
作詞：市場馨／作曲：三島大輔／編曲：斎藤恒夫
3. 口笛（2001年9月12日）
  1. 口笛[4:21]
作詞・作曲：松本雅光／編曲：What's Love?
    - TBSテレビ「Blitz Index」テーマソング

  2. アメリカ[4:58]
作詞・作曲：松本雅光／編曲：What's Love?
  3. 今年の夏 -Live ver.-[4:13]
4. あの鐘を鳴らすのはあなた（2001年11月17日）
  1. あの鐘を鳴らすのはあなた (by What's Love?と横山剣)[3:14]
  2. あの鐘を鳴らすのはあなた (by What's Love?と小島麻由美)[3:14]
  3. あの鐘を鳴らすのはあなた (by What's Love?)[3:14]
  4. あの鐘を鳴らすのはあなた (by What's Love?とあなた)[3:14]
  5. あの鐘を鳴らすのはあなた (by あなた)[3:19]
5. 恋の味（2002年4月10日）オリコン96位
  1. 恋の味[3:40]
作詞・作曲：松本雅光／編曲：What's Love?
    - TX系「いい旅・夢気分」エンディングテーマ

  2. 引越しをするならおしえてよ[4:20]
作詞・作曲：松本雅光／編曲：What's Love?
  3. 赤いスイートピー feat.BONNIE PINK[4:27]
作詞：松本隆／作曲：呉田軽穂／編曲：What's Love?
  4. 襟裳岬[5:04]
作詞：岡本おさみ／作曲：吉田拓郎／編曲：What's Love?
6. ヘッドライトが唄い出す（2002年7月10日）
  1. ヘッドライトが唄い出す[3:58]
作詞・作曲：松本雅光／編曲：What's Love?
    - TVK「Mutoma Japan」7月度オープニング・エンディングテーマ/TX系「スタメンバンド」オープニングテーマ

  2. 夏の恋なら急ぎ足[4:59]
作詞：松本雅光／作曲：阿部光一郎／編曲：What's Love?
  3. 少年時代[3:50]
作詞・作曲：井上陽水／作曲：平井夏美／編曲：What's Love?
  4. 夏の思い出[2:14]
作詞：江間章子／作曲：中田喜直／編曲：What's Love?
7. 夢もなく はてしなく（2002年9月26日）
  1. 夢もなく はてしなく[4:40]
作詞・作曲：松本雅光／編曲：What's Love?
  2. トラック・ドライヴィング・ブギ feat.AKIO (SNAIL RAMP)[3:37]
作詞：阿木燿子／作曲：宇崎竜童／編曲：What's Love?
  3. 泣けるほど (acoustic ver.)[5:41]
8. 異邦人 feat. YOU THE ROCK★（2019年5月8日）※7インチシングルレコード
  1. 異邦人 feat. YOU THE ROCK★　※ヴォーカルはトナミトシエ。
  2. 異邦人　Dub-KARAOKE

### アルバム
1. かえり路（2001年6月6日）
2. 明けゆく空に（2002年1月23日）[通常盤+初回限定盤(ボーナストラック「木綿のハンカチーフ」付)]
  1. 泣けるほど (album mix)[4:45]
作詞・作曲：松本雅光／編曲：What's Love?
  2. 今年の夏 (album mix)[3:56]
作詞・作曲：松本雅光／編曲：What's Love?
  3. 口笛[4:22]
作詞・作曲：松本雅光／編曲：What's Love?
  4. それとなく 悪びれず[3:57]
作詞・作曲：松本雅光／編曲：What's Love?
  5. アメリカ[4:57]
作詞・作曲：松本雅光／編曲：What's Love?
  6. ゆくりなく[5:48]
作詞：松本雅光／作曲：阿部光一郎／編曲：What's Love?
  7. 窓の外に映るのはあなた[4:17]
作詞・作曲：松本雅光／編曲：What's Love?
  8. 夜明けの散歩道[7:15]
作詞：松本雅光／作曲・編曲：What's Love?
  9. あの鐘を鳴らすのはあなた (What's Love?と横山剣)[3:19]
作詞：阿久悠／作曲：森田公一／編曲：What's Love?
  10. かえり路 ～the way back home～[4:00]
作詞・作曲：松本雅光／編曲：What's Love?
3. 本気の馬鹿（2002年10月23日）[通常盤+初回限定盤(ボーナストラック「知床旅情 feat.畠山美由紀&こだま和文」付)]
  1. 恋の味[3:49]
作詞・作曲：松本雅光／編曲：What's Love?
  2. 夢もなく はてしなく[4:38]
作詞・作曲：松本雅光／編曲：What's Love?
  3. ヘッドライトが唄い出す[3:55]
作詞・作曲：松本雅光／編曲：What's Love?
  4. 鈍色の街[4:09]
作詞・作曲：松本雅光／編曲：What's Love?
  5. バウンス!バウンス!バウンス![3:07]
作曲：阿部光一郎／編曲：What's Love?
  6. 軋む波間に季節は去り[3:48]
作詞：松本雅光／作曲：阿部光一郎／編曲：What's Love?
  7. 引越しをするなら教えてよ[4:20]
作詞・作曲：松本雅光／編曲：What's Love?
  8. 明日のうた[3:42]
作詞・作曲：松本雅光／編曲：What's Love?
  9. トラック・ドライヴィング・ブギ[3:35]
作詞：阿木燿子／作曲：宇崎竜童／編曲：What's Love?
  10. 正調・恋の味[5:03]
作詞・作曲：松本雅光／編曲：What's Love?
  11. 知床旅情 feat.畠山美由紀&こだま和文
作詞・作曲：森繁久弥／編曲：What's Love?
4. 温故知新（2003年3月5日）カバーアルバム　オリコン140位
  1. あの鐘を鳴らすのはあなた <What's Love?+横山剣>[3:15]
作詞：阿久悠／作曲：森田公一／編曲：What's Love?
  2. 冬のリヴィエラ[4:16]
作詞：松本隆／作曲：大滝詠一／編曲：What's Love?
  3. なごり雪[4:30]
作詞・作曲：伊勢正三／編曲：What's Love?
  4. 木綿のハンカチーフ[3:54]
作詞：松本隆／作曲：筒美京平／編曲：What's Love?
  5. みちのくひとり旅[6:43]
作詞：市場馨／作曲：三島大輔／編曲：What's Love?
  6. 襟裳岬[5:05]
作詞：岡本おさみ／作曲：吉田拓郎／編曲：What's Love?
  7. 赤いスイートピー <What's Love?+BONNIE PINK>[4:27]
作詞：松本隆／作曲：呉田軽穂／編曲：What's Love?
  8. 今日をこえて[4:18]
作詞・作曲：岡林信康／編曲：What's Love?
  9. 少年時代[3:49]
作詞：井上陽水／作曲：井上陽水・平井夏美／編曲：What's Love?
  10. Brazil <What's Love?+Rie&Itoko>[4:40]
作詞：S.K.Russel／作曲：Ary Barroso／編曲：What's Love?
  11. 知床旅情 <What's Love?+畠山美由紀&こだま和文>[4:53]
作詞・作曲：森繁久弥／編曲：What's Love?
  12. あの鐘を鳴らすのはあなた <What's Love?+小島真由美>[3:14]
作詞：阿久悠／作曲：森田公一／編曲：What's Love?
  13. トラック・ドライヴィング・ブギ <What's Love?+AKIO>[3:35]
作詞：阿木燿子／作曲：宇崎竜童／編曲：What's Love?
  14. 桜のころ (Giant Killing ver.)[3:06]
作詞：甲本ヒロト／作曲：坂本龍一／編曲：What's Love?
  15. 夏の思い出[10:23]
作詞：江間章子／作曲：中田喜直／編曲：What's Love?
5. バイナラ（2004年3月3日/Duck Soup Productions）
  1. バイナラ
  2. こんな夜
  3. 肚きめて行くよ
  4. いざ君すむ町へ
  5. 産業道路
  6. なぜに
  7. ちょっと抱いてよ
  8. 落日
  9. 月よ
  10. バイナラ (PV)
6. シャララ（2006年4月5日/Duck Soup Productions）ミニアルバム
  1. シャララ
  2. いくつ恋しても
  3. 惚れているんです
  4. 逃亡街道～ふたり流れるままに～
  5. 産業ダブ(feat.BUNBUN)
  6. それがどうした
  7. バイナラ(Live at Shibuya Lush)
  8. シャララ(inst.)
  9. CDエクストラ:身も心も(video clip)
7. 昭和残響伝（2010年10月20日/メディアファクトリー）
  1. 望郷じょんから with DJ 吉沢 dynamite.jp feat.BUN BUN the MC[3:21]
  2. 兄弟船[2:56]
  3. 遠くで汽笛を聞きながら[4:53]
  4. 星影の小径 feat.扇谷一穂[3:02]
  5. 古い日記[3:05]
  6. 銭形平次[2:58]
  7. 可愛いヽひとよ[3:50]
  8. 花嫁 feat.Atsuko[3:28]
  9. 熱き心に feat.小春[3:44]
  10. 身も心も[5:47]
  11. 北風小僧の寒太郎[3:31]
  12. 涙くんさよなら feat.新井一徳[3:15]
  13. シャララ (roots mix) (ボーナストラック) (What's Love? original song)[5:06]
8. WA-YO SKA? ～ON-KO-CHI-SHIN～（2013年4月13日/メディアファクトリー）
  1. THE FRANZ LISZT TWIST feat.CHAN-MIKA / ハンガリア・ロック feat.CHAN-MIKA
  2. ALONE AGAIN / アローン・アゲイン
  3. LA VIE EN ROSE feat.Yo Harding / バラ色の人生 feat.Yo Harding
  4. FEEL LIKE MAKIN’LOVE feat.ARISA YAMAZATO(mount sugar) / ひらめきラヴ feat. 山里ありさ(mount sugar)
  5. SUPERSTITION / 迷信
  6. LIKE A VIRGIN feat.Lena(NOSA LENA) / ライク・ア・ヴァージン feat.Lena(NOSA LENA)
  7. WORK SONG / ワーク・ソング
  8. LAMBADA(LLORANDO SE FUE)feat.CHAN-MIKA / ランバダ feat.CHAN-MIKA
  9. CARELESS WHISPER / 抱きしめてジルバ
  10. HOTEL CALIFORNIA / ホテル・カリフォルニア
  11. A PLACE IN THE SUN / 旅

### 参加コンピレーションアルバム
1. 北青山的13曲1000円（2001年8月8日）
13.かえり路
2. 「ショコキ！」オリジナルサウンドトラック（2001年09月19日）
22.かえり路
3. brazil（2002年4月25日）
4.Brazil / What's Love? featuring Rie&Itoko
4. 桜のころ（2002年06月12日）
3.桜のころ Giant killing ver.
5. スカでヒッパレ！昭和歌謡　～A NEW GENERATION OF SKA～（2002年06月26日）
7.あの鐘を鳴らすのはあなた / What's Love?と小島麻由美
6. What's Cover?（2002年07月10日）
10.あの鐘を鳴らすのはあなた
7. ナイアガラで恋をして Tribute to EIICHI OHTAKI（2002年11月20日）大滝詠一トリビュート
6.冬のリヴィエラ
8. スカでヒッパレ！昭和歌謡Vol.2（2002年12月11日）
11.襟裳岬
9. ASIAN SKA FOUNDATION（2003年8月20日）※世界初のアジアのスカバンドばかりを集めたというアルバム
10. MARCHING PUFFY（2003年11月26日）PUFFYトリビュート
11. 歌謡今昔物語（2005年04月20日）
9.あの鐘を鳴らすのはあなた / What's Love?と小島麻由美
12. FAR EAST DONKEY（2005年6月8日）
13. RELAXIN' WITH JAPANESE LOVERS VOLUME4 JAPANESE LOVERS ROCK MORE COLLECTIONS（2005年08月03日）
赤いスイートピー What's Love? feat.BONNIE PINK
14. 裏打刑事（2006年07月05日）
12.身も心も
15. スカニメーションZ（2007年6月27日）

## メディア
ラジオ「肚決めて行くぜ」（仙台ラジオ3）
毎月　第1、第3木曜日　18:00~18:30　O.A